# Pio Carlo Nevi
Pio Carlo Nevi (Parma, 7 mei 1848 – Milaan, 12 oktober 1930) was en Italiaans componist, muziekpedagoog, dirigent en trombonist.

## Levensloop
Nevi studeerde trombone van 1866 tot 1867 aan de Regia Scuola di musica di Parma (Koninklijke muziekschool van Parma). Vervolgens studeerde hij harmonie en contrapunt bij Michele Saladino aan het Conservatorio Giuseppe Verdi in Milaan. Na het behalen van zijn diploma's aldaar werd hij docent voor muziektheorie en trombone aan de "Scuola di musica annessa alla banda della Guardia Nazionale di Parma (Muziekacademie van de Nationale garde in Parma)".
In 1880 won hij een solistenwedstrijd voor trombone bij het "Corpo di Musica Municipale di Milano (Stedelijk muziekkorps van Milaan)". Rond 20 jaar was hij trombonist in het orkest van het Teatro alla Scala in Milaan.
Vanaf 1889 werd hij tweede dirigent van het "Corpo di Musica Municipale di Milano (Stedelijk muziekkorps van Milaan)", nu: Civica Orchestra di Fiati del Comune di Milano. Van 1906 tot 1921 was hij dirigent van dit stedelijk muziekkorps. Hij verhoogde het muzikale peil en maakte met dit orkest concertreizen naar Duitsland, Frankrijk, Zwitserland en Spanje.  Van 1906 tot 1928 was hij hoofd van de afdeling blaasinstrumenten aan de "Scuola comunale di musica di Milano". Toen hij op 1 juli 1928 met pensioen ging werd hij door de burgemeester onderscheiden met een Medaglia d'oro di benemerenza (Gouden eremedaille) van de stad Milaan wegens zijn verdiensten als dirigent van het stedelijk muziekkorps en directeur van de blaasinstrumentenafdeling van de stedelijke muziekschool.
Naast vele bewerkingen van klassieke composities (een symfonie van Ludwig van Beethoven, gedeelten uit een symfonie van Felix Mendelssohn Bartholdy, ouvertures en selecties uit opera's van Richard Wagner, Jules Massenet, Alfredo Ceccherini, Alberto Franchetti, Umberto Giordano, Romualdo Marenco, Pietro Mascagni, Amilcare Ponchielli, Giacomo Puccini en Giuseppe Verdi) voor banda (harmonieorkest) schreef hij ook eigen werk voor dit medium.

## Composities

### Werken voor banda (harmonieorkest)
- 1882 M'apparve in sogno
- 1885 Venezia, marcia
- 1891 Una gita a Pallanza
- 1896 Rimpianto, marcia funebre dedicata alla memoria di Italo Campanini
- 1898 Impressioni abruzzesi, polka-marcia
- 5 marce funebri su motivi di opere verdiane
- Amoroza, mazurka
- Appassionata, mazurka
- Assai diletta, mazurka
- Barcarola
- Bolero
- Bricconcella, mazurka
- Buccinando, marcia
- Care bimbe, mazurka
- Carriera, mazurka
- Chiacchierella, polka
- Corazzata Sicilia, marcia d'ordinanza (gebaseerd op thema's uit La Bohème van Giacomo Puccini), voor banda
- Desir d'amour, minuetto
- Fra litui e buccine, marcia romana d'esultanza
- Gavotta per banda
- Gran fantasia per trombone sui motivi del "Carnevale di Venezia", voor trombone en harmonieorkest
- Grande Marcia Militare della Banda Municipale di Milano[1]
- Idoletto, polka
- In memoria di G. Verdi
- Lega Franco-Italiana
- Messaggio del pensiero, wals
- Modi eleganti, polka
- Serenata
- Serenata spagnola
- Vezzosa, polka